# Salacia ledermannii
Salacia ledermannii är en benvedsväxtart som först beskrevs av Ludwig Eduard Theodor Loesener och Hermann Harms, och fick sitt nu gällande namn av Ding Hou. Salacia ledermannii ingår i släktet Salacia och familjen Celastraceae. Inga underarter finns listade.